# (20284) Andreilevin
(20284) Andreilevin (1998 FL58) – planetoida z pasa głównego asteroid okrążająca Słońce w ciągu 3,34 lat w średniej odległości 2,23 j.a. Odkryta 20 marca 1998 roku.